# Градаць
Градаць (хорв. Gradac) — населений пункт і громада в Сплітсько-Далматинській жупанії Хорватії.

## Населення
Населення громади за даними перепису 2011 року становило 3261 осіб. Населення самого поселення становило 1308 осіб.
Динаміка чисельності населення громади:
Динаміка чисельності населення центру громади:

## Населені пункти
Крім поселення Градаць, до громади також входять: 
- Брист
- Дрвеник
- Подаця
- Зострог

## Клімат
Середня річна температура становить 14,09 °C, середня максимальна – 25,68 °C, а середня мінімальна – 1,80 °C. Середня річна кількість опадів – 918 мм.
| Клімат поселення                              | Клімат поселення | Клімат поселення | Клімат поселення | Клімат поселення | Клімат поселення | Клімат поселення | Клімат поселення | Клімат поселення | Клімат поселення | Клімат поселення | Клімат поселення | Клімат поселення | Клімат поселення |
| Показник                                      | Січ.             | Лют.             | Бер.             | Квіт.            | Трав.            | Черв.            | Лип.             | Серп.            | Вер.             | Жовт.            | Лист.            | Груд.            |                  |
| Середній максимум, °C                         | 10,49            | 10,28            | 12,73            | 16,14            | 21,10            | 25,03            | 25,68            | 25,49            | 21,39            | 17,38            | 12,93            | 10,05            |                  |
| Середня температура, °C                       | 6,26             | 6,04             | 8,50             | 11,88            | 16,86            | 20,78            | 23,32            | 23,14            | 19,03            | 15,03            | 10,56            | 7,69             |                  |
| Середній мінімум, °C                          | 2,00             | 1,80             | 4,26             | 7,66             | 12,61            | 16,54            | 20,97            | 20,78            | 16,67            | 12,68            | 8,21             | 5,33             |                  |
| Норма опадів, мм                              | 89               | 79               | 80               | 75               | 60               | 51               | 36               | 50               | 73               | 103              | 119              | 103              |                  |
| Середньомісячна швидкість вітру, м/с          | 3.65             | 4.01             | 3.99             | 3.57             | 3.12             | 2.89             | 2.92             | 2.77             | 3.12             | 3.29             | 4.01             | 4.19             |                  |
| Середньомісячна сонячна радіація, кДж/м²·день | 5697             | 8358             | 12035            | 16431            | 20076            | 23149            | 24833            | 22088            | 16316            | 10610            | 6152             | 4801             |                  |
| --------------------------------------------- | ---------------- | ---------------- | ---------------- | ---------------- | ---------------- | ---------------- | ---------------- | ---------------- | ---------------- | ---------------- | ---------------- | ---------------- | ---------------- |
| Джерело:                                      |                  |                  |                  |                  |                  |                  |                  |                  |                  |                  |                  |                  |                  |